# Cegelnica
Cegelnica is een plaats in Slovenië en maakt deel uit van de gemeente Naklo in de NUTS-3-regio Gorenjska. De plaats telde 376 inwoners op 1 januari 2020.